# Lista de prêmios e indicações recebidos por Xuxa
Esta é uma lista de prêmios e indicações recebidas por Xuxa, uma cantora e apresentadora de televisão brasileira. Xuxa começou sua carreira em 1985 na PolyGram com o álbum Xuxa e Seus Amigos, tornando-se um nome popular em toda América Latina, Espanha e em menor parte nos Estados Unidos, a partir da década de 1980. Ela vendeu 60 milhões de discos em todo o mundo, e ganhou ao longo de sua carreira vários prêmios, incluindo 2 Grammys Latino.
Ela ficou internacionalmente conhecida por apresentar programas infantis que foram transmitidos em inglês, português e espanhol em todos os continentes do mundo, tendo 250 milhões de telespectadores diários.

## Ordem do Mérito Cultural
Maior honraria pública do setor cultural brasileiro, dada a personalidades brasileiras e instituições que contribuem para o desenvolvimento da cultura.
| Ano  | Nomeação | Categoria                | Resultado |
| ---- | -------- | ------------------------ | --------- |
| 2025 | Xuxa     | Ordem do Mérito Cultural | Venceu    |

## Troféu Globo de Ouro
| Ano  | Nomeação        | Categoria                    | Resultado |
| ---- | --------------- | ---------------------------- | --------- |
| 1989 | 4.º Xou da Xuxa | Melhor Álbum Infantil do Ano | Venceu    |

## Antena de Ouro
| Ano  | Nomeação | Categoria             | Resultado |
| ---- | -------- | --------------------- | --------- |
| 1991 | Xuxa     | Melhor Artista do Ano | Venceu    |
| 1996 | Xuxa     | Melhor Apresentadora  | Venceu    |

## Prêmio Leão de Bronze
O prêmio Leão de Bronze no Festival de Cannes é atribuído a trabalhos criativos que se destacam pela sua qualidade e impacto.  A campanha premiada traz a apresentadora Xuxa Meneghel para divulgar a série Stranger Things. A ideia da ação foi adaptar todo o contexto do seriado para o Brasil. Por conta de todo seu trabalho com as crianças, Xuxa, um ícone brasileiro, foi o personagem pensado para o vídeo que viralizou nas redes sociais.
| Ano  | Nomeação     | Categoria     | Resultado |
| ---- | ------------ | ------------- | --------- |
| 2017 | Netflix Xuxa | Entertainment | Venceu    |

## Prêmio Mulheres de Valor Brasil
Reconhecer e celebrar as mulheres que se destacam em suas áreas de atuação.
| Ano  | Nomeação | Categoria                | Resultado |
| ---- | -------- | ------------------------ | --------- |
| 2023 | Xuxa     | Mulheres de Valor Brasil | Venceu    |

## TikTok Awards
Reconhecimento à sua trajetória e influência na cultura pop brasileira.
| Ano  | Nomeação | Categoria          | Resultado |
| ---- | -------- | ------------------ | --------- |
| 2023 | Xuxa     | Impacto Legendário | Venceu    |

## Prêmio Villa-Lobos
Prêmio da Associação Brasileira de Produtores de Discos.
| Ano  | Nomeação    | Categoria                    | Resultado |
| ---- | ----------- | ---------------------------- | --------- |
| 1987 | Xou da Xuxa | Melhor Álbum Infantil do Ano | Venceu    |

## Prêmio Canal do Voto
Votação Popular do Jornal Extra. Em 1998, o programa Planeta Xuxa ganhou com 30,9% dos votos de “Melhor Programa de Auditório”, já o Xuxa Park venceu na categoria “Melhor Programa Infantil” com 49,4% dos votos, Xuxa ganhou em “Melhor Apresentador(a) do ano. Em 1999 Xuxa levou nas mesmas categorias. 
| Ano  | Nomeação     | Categoria                            | Resultado |
| ---- | ------------ | ------------------------------------ | --------- |
| 1998 | Planeta Xuxa | Melhor Programa de Auditório de 1998 | Venceu    |
| 1998 | Xuxa Park    | Melhor Programa Infantil 1998        | Venceu    |
| 1998 | Xuxa         | Melhor Apresentador de 1998          | Venceu    |
| 1999 | Planeta Xuxa | Melhor Programa de Auditório de 1999 | Venceu    |
| 1999 | Xuxa Park    | Melhor Programa Infantil de 1999     | Venceu    |
| 1999 | Xuxa         | Melhor Apresentador de 1999          | Venceu    |

## O Prêmio Miss Objetiva
concurso de beleza realizado no Brasil que premiava modelos com base em critérios técnicos e objetivos, como postura, passarela e fotogenia, em vez de depender de votação popular. Esse tipo de avaliação visava destacar o desempenho profissional das candidatas.
| Ano  | Nomeação | Categoria            | Resultado |
| ---- | -------- | -------------------- | --------- |
| 1979 | Xuxa     | Prêmio Miss Objetiva | Venceu    |

## Prêmio HumanitárioAudrey Hepburn
O Prêmio Humanitário Audrey Hepburn reconhece indivíduos ou/e organizações que fizeram contribuições extraordinárias em favor das crianças através de advocacia, trabalho voluntário, esforços filantrópicos, programas educacionais e inovadores baseados na comunidade.
| Ano  | Nomeação | Categoria          | Resultado |
| ---- | -------- | ------------------ | --------- |
| 1995 | Xuxa     | Prêmio Humanitário | Venceu    |

## Brazilian International Press Awards
Criado em 1997 pelo jornalista e produtor Carlos Borges, o Brazilian International Press Awards celebra a arte, cultura e presença brasileira no exterior.
| Ano  | Nomeação | Categoria     | Resultado |
| ---- | -------- | ------------- | --------- |
| 2010 | Xuxa     | Personalidade | Venceu    |

## Grande Prêmio do Cinema Brasileiro
O Grande Prêmio do Cinema Brasileiro é uma premiação anual organizada pela Academia Brasileira de Cinema e concedida ao melhor filme estrangeiro e aos melhores do cinema brasileiro em diversas categorias.
| Ano  | Nomeação                        | Categoria             | Resultado |
| ---- | ------------------------------- | --------------------- | --------- |
| 2010 | Xuxa em O Mistério de Feiurinha | Melhor Filme Infantil | Indicado  |

## DaytimeEmmy Awards
O Daytime Emmy Award é um prêmio estadunidense concedido pela Academia Nacional de Artes e Ciências Televisivas, com sede em Nova York e pela Academia de Artes & Ciências Televisivas, em Los Angeles, em reconhecimento à excelência na programação de televisão diurna americana.
| Ano  | Nomeação | Categoria                                          | Resultado |
| ---- | -------- | -------------------------------------------------- | --------- |
| 1994 | Xuxa     | Melhor Direção da Arte/Decoração/Design Panorâmico | Indicado  |

## Festival de Gramado
O Festival de Gramado é um festival de cinema do Brasil, realizado anualmente no Palácio dos Festivais, no município de Gramado, no estado do Rio Grande do Sul.
| Ano  | Nomeação | Categoria | Resultado |
| ---- | -------- | --------- | --------- |
| 2009 | Xuxa     | Kikito    | Venceu    |

## Grammy Latino
O Latin Grammy Awards é uma premiação de música latina, criada em 2000 pela Academia Latina da Gravação para as melhores produções da indústria fonográfica latino-americana de determinado ano.
| Ano  | Nomeação                                | Categoria             | Resultado |
| ---- | --------------------------------------- | --------------------- | --------- |
| 2002 | Xuxa só para Baixinhos 2                | Melhor Álbum Infantil | Venceu    |
| 2003 | Xuxa só para Baixinhos 3 - Country      | Melhor Álbum Infantil | Venceu    |
| 2004 | Xuxa só para Baixinhos 4 - Praia        | Melhor Álbum Infantil | Indicado  |
| 2006 | Xuxa só para Baixinhos 6 - Xuxa Festa   | Melhor Álbum Infantil | Indicado  |
| 2012 | XSPB 11 - Sustentabilidade              | Melhor Álbum Infantil | Indicado  |
| 2013 | Xuxa só para Baixinhos 12: É pra Dançar | Melhor Álbum Infantil | Indicado  |

## Medalha de Mérito Oswaldo Cruz
É uma condecoração destinada para premiar pessoas que se destacaram em ciência, educação, cultura ou administração, especialmente na área de saúde pública, e que ajudaram a melhorar o bem-estar da população brasileira.
| Ano  | Nomeação      | Categoria | Resultado |
| ---- | ------------- | --------- | --------- |
| 2024 | Xuxa Meneghel | Ouro      | Venceu    |

## Meus Prêmios Nick
Meus Prêmios Nick (abreviação MPN) é a versão brasileira do Nickelodeon Kids' Choice Awards, o maior prêmio infantil da TV mundial.
| Ano  | Nomeação               | Categoria              | Resultado |
| ---- | ---------------------- | ---------------------- | --------- |
| 2016 | Fundação Xuxa Meneghel | Prêmio Ajude Seu Mundo | Venceu    |
| 2020 | Xuxa Meneghel          | Agradecimento Épico    | Indicado  |

## Premio Lo Nuestro
O Premio Lo Nuestro é uma premiação anual dos Estados Unidos, apresentado pelo canal Univision, com o intuito de honrar os artistas mais talentos da música latina.
| Ano  | Nomeação | Categoria                   | Resultado |
| ---- | -------- | --------------------------- | --------- |
| 1990 | Xuxa     | Novo artista pop do ano     | Indicado  |
| 1990 | Xuxa     | Artista de Crossover do ano | Indicado  |

## Prêmio Martín Fierro
O Martín Fierro é uma premiação anual promovida pela Asociación de Periodistas de la Televisión y la Radiofonía Argentinas (APTRA) que condecora personalidades do rádio e televisão desde 1959 na Argentina.
| Ano  | Nomeação        | Categoria                | Resultado |
| ---- | --------------- | ------------------------ | --------- |
| 1992 | El Show de Xuxa | Melhor Programa Infantil | Venceu    |

## Prêmio da Ordem Associativa de Mônaco
O Prêmio da Ordem Associativa de Mônaco é apresentado durante a Noite de Gala das Associações em Monaco. Trata-se da maior distinção concedida a personalidades que se destacam na área filantrópica.
| Ano  | Nomeação               | Categoria                   | Resultado |
| ---- | ---------------------- | --------------------------- | --------- |
| 2008 | Fundação Xuxa Meneghel | Ordem Associativa de Mônaco | Venceu    |

## Prêmio Extra de Televisão
O Prêmio Extra de Televisão é realizado desde 1998 pelo jornal Extra, premiando os melhores da televisão brasileira.
| Ano  | Nomeação | Categoria     | Resultado |
| ---- | -------- | ------------- | --------- |
| 2010 | Xuxa     | Personalidade | Venceu    |

## Prêmio da Música Brasileira
O Prêmio da Música Brasileira é um prêmio que honra desde 1987 o melhor da música popular brasileira.
| Ano  | Nomeação          | Categoria              | Resultado |
| ---- | ----------------- | ---------------------- | --------- |
| 1993 | Xou da Xuxa Sete  | Melhor Álbum Infantil  | Venceu    |
| 1993 | A Voz dos Animais | Melhor Canção Infantil | Venceu    |

## Prêmio Quem de Televisão
O Prêmio Quem de Televisão é dado pela revista Quem publicada no Brasil pela Editora Globo.
| Ano  | Nomeação | Categoria     | Resultado |
| ---- | -------- | ------------- | --------- |
| 2011 | Xuxa     | Personalidade | Venceu    |

## Shorty Awards
Também conhecido como Shorties, é um evento que homenageia os melhores criadores de conteúdo para o Twitter e outras redes sociais.
| Ano  | Nomeação       | Categoria                        | Resultado |
| ---- | -------------- | -------------------------------- | --------- |
| 2018 | Dancing Brasil | Melhor Integração com TV ao vivo | Venceu    |

## Troféu Imprensa
O Troféu Imprensa é apresentado anualmente pelo SBT, para premiar as melhores produções de televisão brasileiras, incluíndo telenovelas.
| Ano  | Indicado                    | Categoria                | Resultado |
| ---- | --------------------------- | ------------------------ | --------- |
| 1986 | Xou da Xuxa                 | Melhor Programa Infantil | Venceu    |
| 1987 | Xou da Xuxa                 | Melhor Programa Infantil | Venceu    |
| 1987 | Xou da Xuxa                 | Melhor Programa Infantil | Venceu    |
| 1988 | Xou da Xuxa                 | Melhor Programa Infantil | Venceu    |
| 1989 | Xou da Xuxa                 | Melhor Programa Infantil | Venceu    |
| 1990 | Xou da Xuxa                 | Melhor Programa Infantil | Venceu    |
| 1991 | Xou da Xuxa                 | Melhor Programa Infantil | Venceu    |
| 1992 | Xou da Xuxa                 | Melhor Programa Infantil | Venceu    |
| 2003 | Xuxa no Mundo da Imaginação | Melhor Programa Infantil | Indicado  |
| 2004 | Xuxa no Mundo da Imaginação | Melhor Programa Infantil | Indicado  |
| 2005 | Xuxa no Mundo da Imaginação | Melhor Programa Infantil | Indicado  |
| 2007 | TV Xuxa                     | Melhor Programa Infantil | Venceu    |
| 2008 | TV Xuxa                     | Melhor Programa Infantil | Indicado  |
| 2009 | TV Xuxa                     | Melhor Programa Infantil | Indicado  |
| 2010 | TV Xuxa                     | Melhor Programa Infantil | Indicado  |
| 2013 | Xuxa                        | Melhor Animadora         | Venceu    |

## Festival Internacional da Canção de Viña del Mar
O Festival de Viña del Mar ou Festival de Viña é organizado desde 1960 e é o festival musical mais importante da América Hispânica e um dos mais importantes da América Latina.
| Ano  | Nomeação | Categoria          | Resultado |
| ---- | -------- | ------------------ | --------- |
| 1990 | Xuxa     | Rainha do Festival | Venceu    |
| 1990 | Xuxa     | Tocha de Prata     | Venceu    |
| 1990 | Xuxa     | Tocha de Prata     | Venceu    |
| 2000 | Xuxa     | Gaivota de Prata   | Venceu    |

## Guinness World Records
O Guinness World Records é uma publicação anual que reconhece os recordes e superlativos mais extraordinários do mundo.
| Ano  | Recorde | Recordista |
| ---- | --- | ---------- |
| 1988 | Produto Fonográfico Brasileiro Mais Vendido                                                                                | Xuxa       |
| 1993 | Maior Vendagem de Discos no Brasil                                                                                         | Xuxa       |
| 1994 | Álbum Infantil Mais Vendido do Mundo                                                                                       | Xuxa       |
| 1995 | Camiseta mais cara do Brasil (R$ 81 mil), autografada por Xuxa Meneghel para a campanha "O Câncer de Mama no Alvo da Moda" | Xuxa       |
| 2000 | MOST WATCHED TV STAR IN LATIN AMERICA                                                                                      | Xuxa       |

## Prêmio Air France de Cinema
O Prêmio Air France de Cinema foi um prêmio criado em 1967 pela Air France para premiar o cinema nacional. O júri era composto por críticos e estudiosos de cinema.
| Ano  | Nomeação | Categoria       | Resultado |
| ---- | -------- | --------------- | --------- |
| 1982 | Xuxa     | Revelação Mirim | Venceu    |